# 翁贝托 (萨莱米伯爵)
翁贝托·玛利亚·维托里奥·阿梅迪奥·朱塞佩·迪·萨伏伊-奥斯特（1889年6月22日—1918年10月19日），出生于都灵。萨莱米伯爵，萨伏伊-奥斯塔王子。是奥斯塔公爵、西班牙国王阿玛迪奥一世的幼子。意大利国王维托里奥·埃马努埃莱三世的堂弟。
翁贝托在第一次世界大战從軍，戰爭結束前一個月他因為流感大流行而過世。